# Aquilegia grata
Espèce
Classification phylogénétique
L'Ancolie mauve (Aquilegia grata) est une espèce de plante herbacée de la famille des Ranunculaceae du genre des Ancolies. Elle est rare et endémique des Alpes Dinariques. Elle est de petite taille, mesurant entre 10 et 25 centimètres.

## Caractéristiques
- Organes reproducteurs
  - Couleur dominante des fleurs : mauve à violacé
  - Période de floraison : mai à juillet
  - Inflorescence : ?
  - Sexualité : ?
  - Ordre de maturation : ?
  - Pollinisation : ?
- Graine
  - Fruit : ?
  - Dissémination : ?
- Habitat et répartition
  - Habitat type : rochers et pelouses rocailleuses en terrain de préférence calcaire subalpines
  - Aire de répartition : Dinarides